# Louis Téplier
Louis Téplier (né le 10 octobre 1979) est un coureur cycliste français.

## Biographie
Il est d'ascendance guadeloupéenne.

## Palmarès
- 2003
  - 1re étape de la Vuelta a la Independencia Nacional
- 2005
  - Classement général du Tour de Guyane
  - 3e du Tour de Marie-Galante
- 2007
  - Tour de Martinique :
    - Classement général[1]
    - 8eb étape

  - 5e étape du Tour de Guadeloupe
  -  Médaillé d'argent du championnat des Caraïbes du contre-la-montre
- 2008
  -  Champion de Caraïbe sur route
  - Tour de Guyane :
    - Classement général
    - 1re étape

  -  Médaillé d'argent du championnat des Caraïbes du contre-la-montre
- 2009
  - 1re étape du Tour de Guadeloupe
  - 2e étape du Tour de Marie-Galante
- 2014
  - Classement général du Tour de Marie-Galante

## Classements mondiaux
| Année            | 2007 | 2008 |
| ---------------- | ---- | ---- |
| UCI America Tour |      | 327e |
| UCI Europe Tour  | 967e |      |